# Skomakare, bliv vid din läst
Skomakare, bliv vid din läst (en suec Sabater, a les teves sabates) és una pel·lícula muda en blanc i negre sueca del 1915 dirigida per Victor Sjöström i protagonitzada per Stina Berg, Greta Almroth i August Warberg.

## Argument
La Stina i la seva filla Karin viuen en una granja a les terres del baró Silverlod. El fill del baró Henrik aviat coneix la Karin i la família és convidada a sopar a la casa pairal. Durant el sopar, el baró borratxo suggereix que canviïn de granja, cosa que Stina rep per escrit. L'endemà viatja a la ciutat i legalitza l'assumpte.
No obstant això, a ambdues parts els costa aclimatar-se al seu nou entorn i finalment la mare Stina es rendeix i torna al seu cultiu. Així ha entès el significat de l'expressió "sabater, a les teves sabates". La pel·lícula acaba amb Henrik i Karin que es casen i Karin es converteix així en l'esposa d'un senyor.

## Repartiment
- Stina Berg – Stina, grangera a Granbacka
- Greta Almroth – Karin, la filla de Stina
- August Warberg - Karl-Göran Silverlod, senyor de Storsätra, baró
- Richard Lund - Henrik, fill del baró Silverlod
- Gull Natorp - cambrera

## Producció
El rodatge va tenir lloc el 14-28 de juny de 1915 a l'interior a l'estudi de la Svenska Biografteatern a Lidingö i a l'exterior a la zona de Sigtuna. El guió va ser escrit per Sjöström i Frederik Poulsen amb el guió de Poulsen Bonde og Herremand com a plantilla. El fotògraf era Henrik Jaenzon i la pel·lícula es va estrenar el 13 de setembre de 1915 al cinema Regina a Estocolm. Va ser rebut negativament per la crítica.
Ni la pel·lícula ni el seu manuscrit s'han conservat.